# Strobilanthes halconensis
Strobilanthes halconensis är en akantusväxtart som beskrevs av Merrill. Strobilanthes halconensis ingår i släktet Strobilanthes och familjen akantusväxter. Inga underarter finns listade i Catalogue of Life.